# 装甲悪鬼村正
『装甲悪鬼村正 -FullMetalDaemon MURAMASA-』（そうこうあっきむらまさ）は、ニトロプラスが2009年10月30日に発売したアダルトゲーム。
ニトロプラスが創立10周年作品として打ち出した作品。ニトロプラス作品としては初のワイド仕様で、なおかつ縦書きフォーマットを使用している。

## 概要
「劔冑（つるぎ）」という特異な鎧から強大な力を与えられた戦士「武者」が支配する世界を舞台に、混沌の時代とその渦中で生きる人々の姿と激しい闘争を描いたノベルゲーム。
「善悪相殺」＝悪人を切ったなら善人も切らなければならなくなる呪いを持つ劔冑・村正を纏う武者・湊斗景明を主人公とし綴られる重濃なダークファンタジー。
また、発売当時には珍しくワイド仕様のゲーム画面や、縦書きフォーマットの使用などが試みられている。
発売4周年時点で累計5万本を超えている。

## あらすじ
魂が宿る鎧――劔冑（つるぎ）。世界最強の兵器である劔冑を纏う者は武者と呼ばれ、空を舞い、鋼を断つ力を得る。
六波羅幕府が統治する極東の島国・大和帝国では、白銀の劔冑を纏った武者の噂がまことしやかに囁かれていた。無差別殺戮を繰り返す武者銀星号。数多なる人々を虐殺していく魔王の畏怖は、次第に大和中に伝播していく。
人知れずその銀星号に立ち向かう武者がひとり。血のように紅い劔冑――村正を纏う彼は、宿敵・銀星号を追う傍ら、悪逆を働く代官や連続殺人犯をもその刃で断ち斬っていく。
しかし彼は正義を名乗ることはしない。なぜならば、彼の纏う劔冑は勢洲右衛門尉村正。かつて大和を地獄に変えた、呪われし劔冑であるからだ。

## 世界観
キャッチコピーは「これは英雄の物語ではない。」
劔冑という超常の兵器が有史以来より存在しているという要素を除き、世界設定としては歴史改変SFに分類される。
独立国家として隆盛していた島国大和だが、二度目の世界規模大戦において大敗し、物語現在は国際連盟軍の占領を許していた。進駐軍は六波羅幕府に政権を委任し傍観。事実上、大和の支配者である六波羅幕府は暴圧的政治で民を苦しめている。大戦の傷痕は塞がりつつあるものの、銀星号の虐殺も含め、大和の未来には未だ暗雲が立ちこめている。

## 作中用語
大和帝国
極東地域の島国で、かつては枢軸国として統合独逸連邦と共に大英連邦やロシア帝国と世界大戦を繰り広げたが、六年前に敗戦。
現在は国際統和共栄連盟（国連）から統治を委任されるという形式で六波羅幕府が大和統治し、大英連邦を主体とした国連の進駐軍「GHQ」の駐屯を許している。六波羅幕府が無期限の軍政を敷いているため、帝国議会も閉鎖されたままであり、六波羅の暴政に対する不満、関東一帯で虐殺が横行する銀星号事件、その双方を傍観しているGHQの情勢が重なり、大和の先行きは暗雲が垂れ込めている。
六波羅の大阪虐殺や大戦の被害が癒えていない西日本は未だに復興が行われておらず、被災した都市が放置されている状態である。また、九州には六波羅幕府と同等の権勢と軍事力を持つが故に六波羅と陰ながら反目している大陸備えの軍事組織「大宰府」が設置されている。
六波羅幕府（ろくはらばくふ）
現在、国際連盟軍に大和の支配を委任されている機関。元は戦前から存在した大和の一軍事組織でしかなかったものの、大戦で劣勢に陥る中、国民からの参戦の期待を祖国を裏切り、突如として連盟軍に大和を売り渡した。
戦後も劔冑の所有と生産、軍事力の増強も認められている大和唯一にして最強の軍事力。逆らおうとする者は皆その圧倒的な力にねじ伏せられる。その成り立ちや暴政から、民の印象も決して好ましからぬものがあり、度々反乱が起こっている状態で、反幕府勢力に加担した町村の住民を全て処刑するなど容赦のない統治を行う。
GHQとは表向きは協力関係を築きながらも裏では「大攘夷」によりGHQを排除した上で、真の大和独立を取り戻すべく行動している。6年前の裏切りも当時の勢力差では絶対に勝ち目がなかったため、敢えて連盟軍に頭を垂れる屈辱に甘んじた経緯がある。
対GHQの切り札として新型の「零零式竜騎兵」の配備を進めており、岡部の乱にて秘密裏に実戦投入を行っている。得た実戦データをフィードバックして第一期の量産体制に移行している。
本拠地は鎌倉市の郊外に建造された巨大竜軍城塞「普陀楽城」。その影響もあり、鎌倉市は事実上の大和首都として機能している。
GHQ
国際連盟大和進駐軍司令部。進駐軍そのものの呼称としても使われる。
名目上は大和の民主化と平和回復を謳ってはいるものの、実際は六波羅の暴政を傍観し、折を見て六波羅を排除し自らの地位向上に利用しようとさえしている。
実際には大和民主化と平和回復は建前であり、前大戦で六波羅が余力を残したまま降伏した事と連合国内の厭戦風潮により大和保護国化の機会を逃してしまった大英連邦が大和完全支配を目論んで設立した軍事組織。六波羅幕府の軍事力増強を容認し、「劔冑狩り」で押収した真打劔冑を大和各地の不穏分子へ「工作員」経由で密かに分配して犯罪行為を行わせる事で悪しき大和武者を演出。六波羅幕府と悪しき大和武者の暴虐から大和国民がGHQに救いを求める様に誘導し、合法的な大和制圧を目論んでいる。
横浜や横須賀に拠点を構築しており、大和に駐屯しているGHQの通常戦力は六波羅全戦力を凌駕する規模を誇り、G-2（第二参謀部）、特殊資料整理課、民生局等の多数の機関を持つ。
しかし、組織内部にはアメリカン・ドリーマー（新大陸独立派）が潜むなど一枚岩ではない。
蝦夷（えみし / ドワーフ）
今でいう北海道を本流とする一族で、褐色の肌に長い耳、金色や銀色の髪を持つ。
総じて寿命が短く、一定の年齢に達すると老化が止まる。劔冑鍛冶としての高度な技術を備えており、数多くの鍛冶師が真打を打ったとされる。
南北朝時代には既に本州にも分布しており、大和人とは深く共存している歴史が長い一方で、大和人の一部には蝦夷を人種差別的な視線で見ている者たちが現在も存在している。
また、白蝦夷（しろえみし / ユーデア）と呼ばれる類似した種族も存在するが、通常の蝦夷とはやや性質が異なるらしい。
大英連邦(ブリテン)
イギリスとその植民地・海外領土を纏めた世界最大の超大国。新大陸や大漢帝国、インド、アフリカ南部、オーストラリア、中東などを支配。他にも多くの国家を保護国化、もしくは影響力に置いているなど、既に世界の過半を制している。国際平和機関である国際統和共栄連盟も大英連邦とその属国による協賛会でしかないとされる。現在でも世界中でその影響力を拡大しており、大英の平和（パックス・ブリタニカ）の構築と大英連邦の大敵であるロシア帝国を世界中で封じ込めるためを大包囲を進めており、新大陸・大漢帝国・インド・中東・スカンジナビア半島に続く最後の封鎖網として大和を欲している。
近年は隠形竜騎兵(ステルス・ドラゴ)の実用化や高速徹甲弾の配備を進めており、最先端の軍事技術を実用化するなど、高い技術力を持つ。
世界最大勢力だが、強大な軍事力による統治は世界各地で反発を招いており、実際にスペイン、南アフリカ総督府とトランスヴァール公国、オーストラリア総督府と南洋先住民勢力アオテアロア同盟(ニュージーランド)といった勢力とは火種を抱えており、各地の保護国でも紛争等の問題を抱えている。更には大英連邦本国も厳格な身分制度による貴族・資本家と労働階級の間での不和も生じている模様。
国際統和協栄連盟
大英連邦の提唱により設立した世界規模での戦争防止するための国際機関。作中では単に国際連盟、国連と呼ばれる事が多い。本部はスイスのジュネーヴに置かれており、表向きGHQは連盟の下部組織にあたる。国際戦争抑制機関であるが、その実態は大英連邦の意志を世界の意志として表明するための協賛会に過ぎず、六波羅の叛乱鎮圧を殊更残虐性のみを強調(事実無根という訳ではない)し、対六波羅宣戦布告（対大和再宣戦）を画策している。
ただし、連盟内部でも様々な意見が存在する模様で、鍛造雷弾投下に反対する人権派・非戦派やロシア投下を望む一派等の存在が作中でも確認できる。
ロシア帝国
露帝とも呼ばれる。世界最大の国土面積を持つ超大国で、大英連邦の大敵。封建制を維持するために南下政策(史実のロシアが行った不凍港の確保の為の南進ではなく、食料生産地及びその作業に従事する為の人口を確保する為の農奴化政策)を進めている。露帝に支配された地域は、あらゆる文化・生活様式が否定され、ただ農奴として農耕生産の従事を強要されるため、文明が数世紀は後退するという弊害に見舞われる。
既に中央アジア一帯は露帝の支配下にあり、過去に存在した国々は全て「消滅」している。大戦では大英連邦と協力関係下にあり、大和帝国や統合独逸連邦、イタリア王国と戦ったが、大戦終結後は大英連邦との関係が悪化。前述の農奴化政策により大英連邦からは激しく敵視されており、露帝の周辺国の大部分が大英連邦保護下に置いたため、状況は膠着している。しかし、現在でも南下政策を推進し、欧州方面ではポーランドを、アジア方面では大和を農奴化するために侵攻の機会を虎視眈々と狙っている。
緑龍会（グリューネドラヘ・ゲゼルシャフト）
神を世界に呼び出すことを目的とした集団。主なメンバーは茶々丸、常暗、ウォルフ教授など。
元々は生きることに飽きた者達が魔術や錬金術に耽るオカルト結社だったが、神の存在を推論したウォルフ教授と神の存在を知覚していた茶々丸がメンバーに加わったことで現在の形に変貌した。神の居場所を探り当てるまでに至っており、普陀楽城の地下深くにいる神を地上に引きずりだす為に暗躍する。
構成メンバーは世界各国の人種から富裕層・貧困層も属しており、職業もバラバラで統一性は全くなく、神を求めているという点のみが共通している。
新大陸独立派（アメリカン・ドリーマー）
大英連邦に従属している新大陸（ネオ・ブリデン）内部に存在する大英連邦のもう一つの大敵。ネオ・ブリテン独立派や夢を見る人々（アメリカン・ドリーマーズ）とも呼ばれる。新大陸を大英連邦の新大陸総督府（カバナー・ゼネラル）から独立させようと暗躍している勢力。合言葉やスローガンは「偉大なる故郷(アワァ・アメリカ)のために」。
過去に四度も大規模な武装蜂起と度重なる中小反乱を起こしているが、全て失敗（新大陸には下記の金神水脈が存在しないため、独自に劔冑を製造できず継戦能力に乏しいため）。しかし、現在でも大英連邦内部で暗躍し、世界屈指の劔冑生産国である大和を制圧。大英連邦から掠め取り、大和全域を新大陸独立派の劔冑製造拠点とした上で、第五次新大陸独立戦争を企む。
統合独逸連邦
大和帝国と同じ二度目の世界大戦の敗戦国。六波羅幕府の手によって一応の主権と中央政府存続が認められた大和とは違い、敗戦と同時に廃滅した。
国家元首は大法主（マハト・ハーバー）。ウォルフラム・フォン・ジーバスの祖国であり、過去にこの国で起きた水晶の夜（クリスタル・ナハト）事件（現実のドイツで発生した反ユダヤ人暴動ではなく、金神の水源がドイツのある都市から溢れだし、全住民が水晶の塊とかした事件）がきっかけでアドルフ大法主の率いる統合独逸連邦は金神の存在を確信し、緑龍会でのウォルフラム・フォン・ジーバスの原動力にもなっている。
金神魔王尊
緑龍会が呼び出そうとしている存在。外宇宙から飛来した金属生命体であり、圧倒的な力の塊。この存在が閉じ込められている水源から流れ出す水を材料とすることで劔冑の鍛造が可能になる。ウォルフ教授の「劔冑夢想論（ファンタジー・オブ・クルス）」では大和に水源があり、そのままユーラシア大陸方面に流れ出ている。その為この水脈が存在しない地域（新大陸、オーストラリア大陸、アフリカ大陸）には独自の劔冑が存在しない。
この他、国家では近中東回教諸国家、大漢帝国、イベリア半島、イタリア、二重帝国（パプスブルク）、ポーランド、マケドニア、トランスヴァール公国、アオテアロア同盟（南洋先住民勢力、ニュージーランド）、ブラジル、アルゼンチン、インドネシア、タイ、ビルマ、スイス連邦国、ネーデルラント市国（長崎に存在する大英連邦に滅ぼされたオランダの亡命政権。現在は国連軍が占領中で独立国として承認しない旨が通知されている）が名称のみ登場する。

## 登場人物

### 主人公&ヒロイン
湊斗景明（みなと かげあき）
声：石川ゆうすけ
親王の後援の下、銀星号を討つために暗躍する青年。劔冑は村正。活動時は非公式のパート警察官・鎌倉警察署属員を名乗り、普段は尊属殺人を含む多数の殺人を犯した未決囚として拘置所に収監されている。
陰鬱なオーラを漂わせているものの、実際は生真面目でおおらかな青年。少々天然なところがあり、会話中に相手を脱力させることも多い。殺人を犯した自らを悪鬼と自嘲し、善悪相殺の呪いに苦しみながらもその両手を血に染めている。
戦闘能力は高いが、決して天才の域に届くものではない。
銀星号の“卵”の浸食に耐えられる劔冑が村正のみであることと、何より妹を自分の手で止めるために村正を振るっている。銀星号討伐の暁にはその罪の元に処刑されることを望んでいる。
非常に多芸な人物で、学生時代は「バントの魔王」と呼ばれ、硬貨を一瞬で縦に積み上げることを得意する等、非常に地味な才能に満ち溢れている。
村正（むらまさ）
声：須本綾奈
「魔王編」及び「悪鬼編」のヒロイン。
千子右衛門尉村正三世。女性。かつては湊斗家に奉られていた劔冑のうち一領であり、とある事件の折に景明と暫定的な帯刀の儀を結んだ。景明とは銀星号討伐という共通の目的の下、相棒として活躍する。
鋼の肉体の通りに冷たく感情を廃していると見せて、呪いに悩む景明を深く想い、気遣っている。南北朝戦争で膨大な数の死者を出した妖甲として鋳潰されそうになった母を庇い、もし二世村正が再び災いを巻き起こした時それを止めるための劔冑となった。その自分の願いが銀星号を誕生させ景明の人生を破壊したとして深い罪悪感を抱いているが、その本心を口に出そうとはしない。祖父と母の信じた善悪相殺の理を彼女も受け入れているが、内心では徹し切れてはおらず、彼女もまた罪悪感と後ろめたさに苛まれている。
人間であった頃は褐色の肌のスタイルの良い妙齢の美女であるが、これは成長が早いという蝦夷の特徴であり、見た目よりは年若い。そのため、精神的にはまだ多分に未熟が面があり、あるルートで人間の姿を得た時はかなり感情豊かな一面も見せる。特に男女関係の経験は皆無であり、景明が珍しく彼女の装甲を綺麗にしてやろうとした時には襲われると勘違いして狼狽し泣き叫んだり、人の姿で彼に抱かれようした時には動揺のあまり言葉を噛みまくるなど、極めて免疫が薄い。

綾弥一条（あやね いちじょう）
声：海原エレナ
「英雄編」のヒロイン。
六波羅を憎む女学生。過去のある事件から異常なまでに強い正義感とカリスマ性を持つ。
最初は景明を見下していたが、ある事件を機に和解。景明に憧れを抱くようになり、警察署属員の身分を得て、景明の部下として銀星号討伐に協力する。小柄だが、祖母から吉野御流堂場礼法の手ほどきを受けているため武術の心得は充分。極度の方向音痴。
景明と親しくなるために趣味を合わせようとするなど、年頃の少女らしい一面も持つ。
かつて、罪を犯してしまった父の介錯を務めたことをきっかけに「悪」を憎み、「正義」を奉じるようになる。正宗を手に入れてからはその正義感に拍車がかかるようになり、邪悪は悉く殺すべしというような考えを持つようになる。その「正義」の末路と、その結果を受け止め彼女が選ぶ道が「英雄編」の大きなテーマとなる。
己の信ずる正義のためなら自己犠牲を厭わず、それ故に正宗の使い手として理想的な資質を有する。ルートによっては正宗を失い、三世村正の仕手となる。
正宗（まさむね）
声：転河統一
相州五郎入道正宗。天下一名物と名高い劔冑。数百年に渡り死蔵されていたが、雪車町によって一条の手に渡る。
元寇の際、蒙古の暴虐に憎悪を覚え、劔冑を打った大和人の鍛冶師で、劔冑になった当初はすぐにでも仕手を得て悪人退治に向かう心積もりだったが、蝦夷の鍛冶師が自身を喪失し、大和人の鍛冶師が希望を見出した程の美しい装甲故に神宝として祭られる羽目になってしまう。
己が正義に成ると豪語して憚らぬ正義馬鹿で、悪と見なす者に対しては一切の容赦がない。一条をして「人間以上に感情的」と言わせるほど自己主張の激しい性格。同じ正義を奉ずる一条とは意気投合するものの、頭の螺子の飛んだ発言も多いことから彼女を引かせることもある。
暴虐に抵抗する力を持たない弱者を、己が身を犠牲にしても守るという信念には曇りはないが、周囲に気を配れない頑固な面もある。
死蔵されていた故に知られていないが、その武装は仕手の骨や内臓を材料とする異形の兵器であり、常人ならば到底扱うことの出来ない劔冑である。幸運にも一条という理想の仕手を得ることとなる。
英雄編では一条と共に遊佐童心と対峙し「悪」として殺害する。しかし、後に彼の意外な一面を知る事となり、自らが信じた「正義」と正面から向き合う事となる。

大鳥香奈枝（おおとり かなえ）
声：吉川華生
「復讐編」のヒロイン。
GHQ民生局に所属する軍人で、階級は中尉。物語が進むとG-2(第二参謀部)特殊資料整理科の大尉に転属・昇進する。コントラバスの演奏を得意とする糸目の女性。
名家大鳥家の令嬢だったがとある事情により家を離れ、妹の花枝に家督を継がせた。ある山村での事件の解決に景明と協力して挑み、それ以来何故か彼と積極的に関わろうとする。穏やかでユーモア溢れる性格だが生来の殺人嗜好の持ち主であり、さらに貴族として正義を尊び悪を憎むよう教育された結果、悪行を成したものを殺すことに何よりも喜びを感じる精神の持ち主（殺人嗜好を貴族として悪を滅することで満たすことができる）になっている。その嗜好が原因で過去に大量殺人を引き起こし、それが原因で欧州に遊学と名目で放逐された。
上記のように、異常者・狂人の類ではあるが情の深い人物でもあり、限界まで自分を愛してくれた父を敬愛しその仇を憎み、妹や従弟の幸福を望みそれを叶えるべく行動している。
現在の大鳥家の家中でも非常に恐れられており、彼女が父の報復のために大鳥本家に戻ってきただけで大鳥家私兵の大半が恐慌し、戦意喪失する程。
彼女が景明に近づくのは復讐が目的。従弟であり弟のような存在でもあった新田雄飛を殺した者を探しており、景明を疑い近づいてくる。
目を常に細めているのは生来の複眼を隠すため（それ自体を隠す為と見えすぎる視力を抑える為）。
足利茶々丸（あしかが ちゃちゃまる）
声：金田まひる
六波羅四公方のなかでは最年少の、政治・経済の両方面に明るい堀越公方。父を殺してその地位を奪った過去を持つ。
幕府としての活動とは別に、個人的な目的も持って行動している。常人にはない特殊な知覚を持っており、とりわけ「音」に関しては敏感。劔冑に関しても造詣が深い。体術の達人であり、即興で敵へ対処するための技を編み出すなど天才的なセンスを持つ。
長曾祢虎徹入道興永の娘にして劔冑。興永が子を宿した状態で劔冑となった結果生まれた劔冑でもあり人でもある存在。最初は自分がそのような存在であるとの自覚はもたなかったが、蝦夷の子として茶々丸の存在を疎ましく思った父親に捨てられ、その後も茶々丸が生きていると知った父親は刺客を放ち茶々丸を殺そうとした。だが命の危機に陥った茶々丸は劔冑の力を目覚めさせ、刺客を返り討ちにする。それ以来人間の感覚と劔冑の感覚が入り混じった知覚を身に着け、世界中の人間の声と地の底で叫び続ける神の声が聞こえるようになってしまう。そのあまりの騒音に眠ることも不可能になったが、劔冑でもある茶々丸はどれだけ眠らなくとも死ぬことはなかった。その後後継ぎを失った父親の元に引き取られるが、父親があくまで自分を新しい後継ぎが生まれる繋ぎとしか思っていない事をその知覚で聞いてしまう。時が流れ後継ぎを得た父親は茶々丸を殺そうとするが、そこにたまたま通りかかった銀星号によって助けられる。人間にしか見えないのに精神同調の影響を受けない茶々丸に興味を持った銀星号は彼女の相談を受け、ならばその騒音の元になっているものをすべて殺してしまえばいいという答えを返す。その言葉を受け全人類と戦うことを決めた茶々丸はまず手始めに父親を殺し地位を奪い、銀星号を己の屋敷に匿いその後援者となる。そして緑龍会に加わり、神を地上に呼び出し世界を壊す為に暗躍している。
景明のことを「お兄さん」と呼び、初対面から彼に懐き、馴れ馴れしく接してくる。彼への好感は一貫しており、決定的な対立と敵対を経た後も変わらぬ一途な想いを抱いている。
無差別殺戮を目的として動いているが、自分を評価し父の様に見守ってくれていた護氏には感謝の念を抱いており、彼をその手にかけながらも死後に彼を侮辱するような発言を咎めるなど複雑な感情を見せる。また結果的に己が他の公方を死に追いやった時には感傷を見せ、判断の遅れで部下を無駄死にさせた際には後悔を滲ませるなど、近しい人間には情を見せ、護氏からはいずれ孫の妻にと気に入られ、部下からも慕われていた。
湊斗光（みなと ひかる）
声：九条信乃
銀星号。景明の義妹。湊斗家の巫姫、統の実娘である。鉱毒病に侵され生死の境を彷徨っていたが、祭殿に奉られていた劔冑に触れた途端に体が全盛期のそれへ再生。その後、その劔冑を纏って大和／関東地区にて虐殺を始めた。
景明をして「天才」と言わしめるほどの武術の才に恵まれている。物語冒頭で六波羅幕府の竜騎兵一個大隊を単騎で苦もなく全滅させ、直後に現れた景明を鎧袖一触の如く戦闘不能にするなど実力は最強クラス。過去に奪われた最愛の者を取り戻すという、決して許されざる願いを叶えるために世界に正しき武を布くと謳っている。
実は彼女は鉱毒病に冒されていた際に廃人になっており、銀星号とは彼女が眠りにつくと現れる夢遊病のようなもの。戦うために無駄なものを一切持たない銀星号は絶大な戦闘能力を持つが、その負担は光の肉体を限界寸前まで追い込んでおり、最新の医療技術で何とか命を取り留めている状態にある。
景明とは血の繋がった親子の関係にある。湊斗家の後継ぎは代々女性と決められているが、統の夫である明堯は従軍中の事故で男性機能を失ってしまい子供を作ることが出来なくなった。そしてその代役となった景明と統の間に生まれた娘が光である。当時子供だった景明は統の意向により父を名乗る事はせずに光の義兄ということになり、光の父は奪われることになった。光はそのことを知っており、景明を兄として慕いつつも父として愛してほしいという夢を抱いていた。そしてその夢が形になった存在が銀星号であり、自分と景明以外の全てを破壊することで人間の道徳や倫理を砕き、景明の自分への愛情はただの兄としての役目なのか本物なのかを確かめようとしている。
狂気的な妄念で動いているもののその立ち居振る舞いはかつての光そのものであり、平時においては尊大ではあるが非常に人当たりは良く、年配者を敬うなど礼儀を重んじる人格者である。ただし、景明同様に多分に天然の気があり、大真面目に他者を脱力させることも少なくない。戦闘においても、敵手として死合った相手には敬意を払い、強敵に対してはその実力を素直に褒め称える等、武に対しては真意で純粋な想いを抱いている。ただし、三世村正と統に対しては景明を巡る関係から、強い敵意を抱く。
本来の光は、このような凶行とは縁遠い善良な少女である。銀星号として為した数々の災厄も、光にとっては夢の出来事に過ぎない。銀星号としての光も自らが光本人ではなく光の夢から生じた夢想の存在に過ぎないことを自覚する一方で、それ故に本人であれば実行しなかったであろう純粋な願いそのものだと自負している。
二世村正
声：北都南
三世村正の母親。娘からは「かかさま」と呼び慕われている。
怜悧かつ容赦のない性格。とりわけ娘には厳しい。
南北朝戦争において劔冑となり、父である始祖村正の願いの元平和を実現するために戦った。だが始祖村正の仕手である北朝主将が善悪相殺によって弟を殺したことで発狂し、その狂気を精神同調の能力によって自軍へと撒き散らし、狂気の軍団となった北朝軍への士気を保つために当時の二世村正の仕手であった南朝の武者も精神同調を使った。この精神同調には善悪相殺の戒律を伝播する効果もあり、結果南朝軍は敵を一人殺すごとに味方も一人殺すこととなり南北朝戦争は前代未聞の死者を出す結果となった。だがそれだけの結果をもってしても始祖村正の願いは果たされず、この戦乱の後の平和は百年余りしか持続しなかった。妖甲として封印されていた二世村正は光と接触したことでそれを知り、南北朝戦争とすら比較にならない、人類を全滅寸前にまで追い込むほどの死者を出すことで始祖村正の願いを果たそうと光を仕手として選んだ。

### その他主要な人物
菊地明堯（きくち あきたか）
声：祭大!
鎌倉警察署署長。景明の非公式の上司であり、親王の相談役を務める。正義感の強い心ある警察官。昔、従軍中の事故で男性機能を失っている。
また、その事故の際に庇った牧村という看護婦に彼の邸宅で家政婦を務めさせている。
景明に力を貸しつつも、彼には生き延びて幸福になって欲しいと願っているが、後にそれが儚い願望だったことを思い知ることになる。
景明の師であり、その剣腕は生身で武者に勝利する化け物じみた剣士と１対１で渡り合うほど。
湊斗統（みなと すばる）
声：奏雨
湊斗家巫姫。景明の養母。本編時点で既に鬼籍に入っている。
非常に気っ風の良い女性で、ストレスが蓄積しない性格なためか何歳になっても若々しい。酒も煙草もよくやる奔放な性格だが、家族に対する愛は本物。
永倉さよ（ながくら さよ）
声：千代鈴
香奈枝の従者を務める老婦人。主人に対しても慇懃無礼なところが目立つ好々婆。一級の戦闘力を持ち香奈枝をサポートする。
その戦闘力は、作中において猛者とされる人物すら歯牙にもかけず、大和随一の剣客である常闇と渡り合えるほど。
雪車町一蔵（そりまち いちぞう）
声：氷河流
GHQと六波羅、両方に顔が利く筋者。卑屈な態度を恥じることもない小物だが、剣の腕だけは一級品。旧型である九〇式竜騎兵を駆り、真打の追随も許さぬ卓抜した戦闘技術を誇る。
善悪の区別なく、真剣に生きる人々全てに対して好感を抱くものの、そうではない半端物には嫌悪を示す。
新田雄飛
鎌倉に暮らす少年。未熟であるが、絶望的な状況下にあっても折れない勇気と優しさを持つ。
行方不明になった友人を探す中で景明と知り合い、彼に憧れを抱くものの善悪相殺の犠牲になって死亡。
実は大鳥家先々代当主の嫡男。大鳥家のお家騒動によって両親を失い、遠縁の家に匿われていた。

### 六波羅幕府
足利護氏（あしかが もりうじ）
声：秋山樹
元帥竜軍大将にして正三位六衛大将領、すなわち六波羅のトップ。
かつての名は十郎太。童心や岡部弾正とともに幾つもの戦場を駆け抜けた古兵でもある。武者としての実力は六波羅でも指折りであり、豊富な戦闘経験より編み出した常識外の技巧と老獪な大局眼を誇る。
支配欲に従って生きる剛毅な男。GHQを大和から排除し、真の六波羅支配体制を確立して己が武名を不動のものにしようと欲する。それと同時に、身分や出自に拘らず実力を評価する人物であり、奔放な態度も許容する器の大きさも併せ持つ。孫である邦氏を肉親として愛しながらも、その支配者としては甘さとも言える善良さを案じている。
GHQとは表面上の友好関係を保ちつつも、彼らを駆逐する「大攘夷」を画策し、笹川公方府で発振砲を搭載した「零零式竜騎兵」を推し進め、同時にGHQに対する囮の計画を江ノ島の研究所で進めさせている。
湊斗光からの問いに「覇」を唱えることは即ち「奪うこと」と豪気するが、同時に祖国愛などは持ち合わせておらず、「大和に生まれたから、大和に覇を唱える」と回答したため、護氏を覇者とみていた光からは「大和を奪るカッコイイ自分に陶酔したいだけ」と大いに失望されている。
どのルートでも護氏の崩御により六波羅幕府の支配力減退を好機と見たGHQの軍事侵攻により大和は戦乱へと巻き込まれていく。「英雄編」と「復讐編」では直接死亡する場面は描かれなかったが、「魔王編」では足利茶々丸に殺害される。
今川雷蝶（いまがわ らいちょう）
声：杉崎和哉
小弓公方。護氏の妾腹の子であり、複雑な生まれから屈折した上昇志向を持っている。
オカマ口調で話す。美しい物を好み、自らも美しいと信じて疑わないナルシストの美丈夫。一見すると不格好に見えるものであっても、それが何かを極めた結果であるなら「美」が存在するとする外形より内面を重んじる感性を持つ。武人として正々堂々とした勝負を好みつつも軍人として卑怯な手段も否定しないリアリストでもある。礼節は弁えているもののプライドが高く、感情的になりやすい。他の公方には筒抜けだが、密かに四公方筆頭の座を狙っている一方で、他の公方の窮地に際しその身を案じる人の良さも持つ。その甘さを奸臣に利用されてしまうこともあるが、戦場における部下の信望は強い。本編のあるEDの後日譚にあたるシナリオでは、部下の窮地を自ら救い逃がす部下想いな一面も見せた。異常な知覚を持つ茶々丸にとっても表裏一体である彼の“音”はさほど不快ではなかったらしく、数少ない気楽に付き合える相手であったようである。趣味や美的感覚を除けば常識人であり、茶々丸の奇行や放言のツッコミ役になることが多い。
政治や陰謀は不得手だが、自らが打って出る戦いならば六波羅でも右に出る者はいない。とりわけ、武者としての武勇は六波羅最強とも称され、作中最強（世界を滅ぼしうるほど）の武者である光を苦戦させる程の領域に手を掛けている。茶々丸からは六波羅で唯一、銀星号が不覚を取り得る相手とされ、他の公方からは「まともに戦っては勝負にもならない」、GHQからも「六波羅四将軍最強の武人」と政治家としては見劣りする面を補って余りある評価を受けている。あるルートにおいて、村正と互角の戦いを繰り広げた武者を歯牙にもかけずに圧倒し、高低差の不利にもかかわらず突っ込んできた十機以上のGHQ最新型ステルス竜騎兵「ユーウォーキー」をすれ違いざまに全機撃墜するなど喧伝に遜色ない実力を披露している。戦闘シーンはほとんどカットされてしまうために詳細は不明であるが、城を崩壊させるほどの剛力と銀星号すら避け損なうほどの攻撃手段を持つことが描写されている。
正史となる「魔王編」では四公方の中で、唯一生き残ることになり、「魔界編」では彼が六波羅全軍を率いている。また、武人肌で情が深く、一種のカリスマを持ち合わせているためか、六波羅軍兵士からの支持は高い。
大鳥獅子吼（おおとり ししく）
声：蒼井大地
篠川公方。プライドの高い軍人。
戦いに綺麗事を持ち込まず、最大の実利、結果を最善の方法で求める。六波羅最精鋭である篠川軍を率いる。毒舌家であり、嫌いな相手には正面より対峙する性質の持ち主であるため、表裏の無い性格の雷蝶とは頻繁に衝突する。今は亡き大鳥家先々代当主とその直系に絶対の忠誠を示しており、足利護氏には表面上は忠誠を誓っているに過ぎず、彼の死後は存在すら無かったことにしろと冷酷極まる態度を取る。
名家大鳥の分家筋で育った拾い子だが、ややあって現在は本家跡継ぎ大鳥花枝を傀儡として大鳥家を取り仕切っている。市井に匿われている大鳥家の嫡男を己が忠誠を誓い、守るべき真の跡取りして探し続けている。また、幼い頃に生き別れとなった弟がおり、とある人物に面影を重ねている。
身命を国のために捧げ尽くしている軍人であり、大義のため必要とあらばどんな冷酷な手段をも厭わない。同時に己の所業が地獄に落ちるに相応しいという自覚もあり、大和の独立を果たした暁には、罪の清算として腹を切る覚悟すら決めている。
かつて香奈枝とは婚約者の関係にあり、彼女の本性を知ってもなお彼女を愛し香奈枝も満更ではなかったが、心酔していた先々代当主に対して香奈枝の父がクーデターを起こし結果的に死亡させてしまい、更に獅子吼が香奈枝の父を殺したことで現在は互いに憎みあう関係となっている。その結果として大鳥の血を持たない自分が立つこととなった現在の立場は決して望んでいたものではなく、後悔や羞恥、罪悪感の入り混じった複雑な感情を抱いている。
元々は影働きであり、正統を外れた奇剣、妖剣の類の技巧を駆使する。生身での活動にも長け、その身体能力は超人的な能力を持つ香奈枝を一度は詰ませるほどである。武者としては隠密、暗殺に傾向している一方で作中では将としての立場から本領を発揮できない戦場でしか戦えなかった。
遊佐童心（ゆさ どうしん）
声：居口伝衛門
古河公方。婆娑羅公方の異名を持つ破戒僧。
岡部や護氏とは長年の戦友であり、その豪快かつ当意即妙な人柄で衝突しがちな公方達をまとめている。
裏表がない人柄で、自らに嘘をつかない破天荒な坊主。能舞台の役者としても一流で、破門の身であるが尾張貫流の槍を極めている。
まさに婆娑羅の生き様を体現する人物。その時の気分で、あるときは自身の不利益も承知で弱者を助け、あるときは惨たらしく蹂躙する。基本的には豪快ながらも温厚な人物であり、自分への暴言、暴行等の無礼や無法も笑って許す大器を持つ。茶々丸の心の闇には薄々感づいており、その行く末を気にかけていた。
自分が倫理・道徳面から到底許されない人物であることは自覚しており、正義の下に討たれることも当然と考えている。一方、その正義を返り討ちにしてこのふざけた生き様を全うすることが真の婆娑羅者であるとも考え、己を討つ「正義の味方」が現れることを心待ちにしている。その「正義の味方」に敗れ、己が死しても尚「正義は成った、快なり」と豪笑して果てる揺るがぬ剛毅さを持つ。
柳生常闇斎（やぎゅう じょうあんさい）
声：空乃太陽
新陰流六波羅派宗主、厩衆元締。大和第一位の剣客であり、その超逸の剣腕は装甲した村正を生身で圧倒する程。「常闇」の名前に合わせてか、常にナイトビジョンらしきものをかけている。
如何なる時にも沈着冷静。目下の者に対しても慇懃丁寧な態度で接する。
忠誠心も高い武人で通っているが、実は隠れ切支丹。バルトロメオという洗礼名を持つ。
足利四郎邦氏（あしかが しろう くにうじ）
声：小倉結衣
次期大将領に任命された護氏の孫。環境に毒されぬ純粋な少年。
自身の立場も自覚している利発な人物だが、その本質は年相応の遊び盛りの少年。
義清（よしきよ）
声：木村あやか
少女のような麗しい顔貌をした男。姉とともに童心の小姓を努める。自分達を助け、保護してくれた童心のことを心より慕っている。
長坂右京（ながさか うきょう）
声：本多啓吾
ある山村で代官をしている軍人。六波羅大尉で古河公方府配下。
戦場経験に長けた古強者であり、純粋な剣技においては、野太刀がないとはいえ景明を手玉に取るほど。
村の人間を徴発し、神が眠ると言われる鉱山を掘ることに執心している。
遊佐童心からも武人としては使えるという高い評価を受けているが、上記の鉱山に対する執着が古河公方府内に知れ渡っており、変人扱いされていた模様。

### GHQ
クライブ・キャノン
声：転河統一
GHQ参謀第二部資料管理課の課長を務める。階級は中佐。新大陸出身。
余計な諍いを好まない柔和な雰囲気の中年男性だが、策謀家としてはやり手。上司・ウィローのジーバスに対する盲信ぶりを危ぶんでいる。
白人主義者が多く大和人を見下しがちなGHQ内において、大和人であっても差別せず、その能力を素直に評価することのできる人物。無用な犠牲は好まない一方で、必要な犠牲と判断すれば厭わないリアリスト。
資料管理課はGHQ内部の左遷部局と思われているが、その実態は事実上の諜報総監であり、課の指揮官を勤めるキャノンは対大和政策の第一線で活動している。
明晰な頭脳の持ち主で、ウィルフからは「かつてのSS大将ラインハルト・ハイドリヒに匹敵する」と高い評価を受けている。新大陸独立派（アメリカン・ドリーマーズ）の実質的な現場指揮官として機能している人物でもあり、ウォルフの発言から彼の真意が新大陸独立派とは異なることを見抜くなど抜け目のない人物でもある。飄々としながらも命と引き換えにしてでも信念を貫き通す芯の強さを持つ。
ジョージ・ガーゲット
声：瀬路啓維
キャノンの部下。資料管理課所属の少佐。新大陸出身。冷徹で頭脳優秀だが白人としての誇りに凝り固まった偏狭極まりない差別主義者で、表面的には大和人を文明人に再教育すべしと語る一方で、老若男女を問わず根絶やしにするのが理想的だと考えている。新大陸独立派（アメリカン・ドリーマーズ）。
妻帯者であり、家族への手紙を欠かさないマイホームパパとしての一面もある。また、一兵卒まで名前を覚え、その死に涙を流すほどの部下想いでもあり、部下からも深い信頼と尊敬を得ている。
兵士としても実務家としても有能な人物であり、クライブからの信任は厚かった。
チャールズ・ウィロー
声：秋山樹
GHQ参謀第二部(G-2)部長。階級は少将。新大陸出身。
歴戦の猛者であり、左目には時の大英連邦女王から授かった勲章を眼帯にしている。GHQ司令部を掌握している。
少しとぼけたところもあるが、総司令部から彼にかかる信頼は篤い。部下の進言を素直に受け入れる懐の広さを持つが、他人に頼りすぎるきらいもあるため、それが欠点にもなっている。
統合独逸連邦の協力者であるジーバスに傾倒している。
祖国であるアメリカやそこに住む人々を愛する心は本物であり、その真摯さは副官であるキャノンからも好まれている。GHQで活動する新大陸独立派（アメリカン・ドリーマーズ）の首魁ともいえる人物で、大英連邦に対して強い敵意を持つ。
トーマス・コブデン
声：J一郎
GHQ民生局所属の中佐であり、大鳥香奈枝の上司。典型的な汚職官僚であり、民生局の職権を乱用し、企業や幕府の官吏などから賄賂を多数受け取っていたが、それらの活動を基地内の電話で行っていた事から汚職が司令部に露見。左遷される。クライブ・キャノン中佐からはストレートに「コブデンの阿呆」と称された。
その後はルート次第では朝廷から賄賂を貰ってGHQの港湾施設に爆弾を仕掛けようとするが、クライブ・キャノンに現場を抑えられて逮捕・処刑された。既婚者であり、妻が大英連邦本国にいる。
ガーゲット中尉
GHQ中尉でジョージ・ガーゲットの弟。兄と同じくキャノンの部下。新大陸独立派（アメリカン・ドリーマーズ）であり大英連邦に対する怒りも本物だが、先と終りが見えない戦いの日々にうんざりしている。そのため、手っ取り早く大英連邦に裁きを与えるために緑龍会（グリューネドラヘ・ゲゼルシャフト）に所属している。
ウォルフラム・フォン・ジーバス
声：野☆球
大和と同じく前大戦の敗戦国である独逸統合連邦（ドイツ）出身の「劔冑夢想論（ファンタジー・オブ・クルス）」で名高い学者。GHQの学術顧問を務めており、GHQの兵士に大和語を教えているため、景明が感服し、茶々丸がドイツ人であることを疑うまでに流暢な大和語を話す。
大和の水脈に良質な劔冑生産の秘密があると睨み、日夜研究に明け暮れている。
少女のパンツを脱がすことに対して異様なまでの執着を覚えている変態であるが、あくまで自分が変態という自覚はある。
緑龍会（グリューネドラヘ・ゲゼルシャフト）に所属、主導的な立場を担っており、GHQ内部のアメリカン・ドリーマーとのパイプ役を務めており、緑龍会の望む方角に彼らを誘導しているが、クライブ・キャノンからはその真意を疑われている。
ルービィ・サシュアント
声：竹田いづも
国際統和共栄連盟事務局次長。大英連邦の伯爵位を持ち、国連本部ジュネーヴからGHQの動向を伺う。
ことあるごとに叫ぶ自己主張が激しい人物。
白人主義者ではあるが比較的穏健派の人物であり、平和の前提とならない戦争や大量虐殺は大和人相手であっても許容しない。

## 劔冑（ツルギ）
魂が宿った甲冑（刀などの武装を含めた総称）。劔冑の使い手は仕手と呼ばれる。劔冑を纏った仕手は再生能力や運動能力の増幅といった超能を得る。また、合当理（がったり）と称される機構で飛翔することも可能。
劔冑がこの世界において最強の武装である主たる理由は頑強な装甲にあり、その装甲を破壊する手段が合当理による飛翔から得られる運動エネルギーを乗せた武者による斬撃に限られるためであると作中で語られている。また、この斬撃を繰り出すために行われる武者同士の空中戦は∞の軌道を描くため、双輪懸（ふたわがかり）と呼ばれる。
大戦後、大和においてはGHQによる大々的な劔冑狩りが行われたため、現存する真打は決して多くはない。
真打、数打に共通の機能として金打声（きんちょうじょう、メタルエコー）と呼ばれる通信機能の一種を有しており、劔冑を装甲している仕手はこれを介して会話を行う。また、意思を持つ劔冑は基本的にこれを用いて会話を行う。

### 真打劔冑
古来の製法によって鍛造された劔冑。西洋では旧式劔冑（ブラッドクルス）と呼ばれ、これを纏う者は武者または騎士（クルセイダー）とされる。
鍛冶師の魂を心鉄（しんがね）として完成する逸品で、物語開始時点では数打とは比較にならない性能を誇る。戦闘補助OSとして鍛冶師の人格が宿っており、仕手とは別に独立して行動が出来る（自意識を持った）個体も存在する。
また、真打の中でも極一部の業物は、魔法のような超常能力、陰義（しのぎ、アウトロウ）を備えている。熱量が足りていれば劔冑単体でも使用でき、また武者であれば装甲していなくても使用できる。
村正 / 勢洲右衛門尉村正三世
仕手：湊斗景明、綾弥一条 / 陰義：磁気操作（磁力制御） / 待騎状態：蜘蛛
誓約の口上 - 鬼に逢うては鬼を斬る 仏に逢うては仏を斬る ツルギの理ここに在り
深紅の妖甲。湊斗家祭殿に祀られていた二領の劔冑のうちひとつ。旋回性能と装甲に優れる。
陰義の磁力制御は様々な物に対し相当な磁性を付与することができ、自身の駆動系への使用による機動性向上（磁気加速）や物理衝撃を磁気反発により跳ね返す（磁気障壁）、敵騎を引き剥がすなど応用の幅が広い。中でも磁気の吸着と反発を極限まで刀に加えた斬撃「レールガン」の威力は一手で以て戦いを制する。
右肩にマウントされる長大な野太刀が主な武装だが、物語開始直後に銀星号によって破壊されており、他の武装としては太刀、脇差がある。また、この劔冑が装備している刀はいずれも刀身が金色の鋒両刃造になっている。この破壊された野太刀は銀星号によって八つに分けられ“卵”と同化しており、その卵の寄生体を倒すことで野太刀は再生していき、同時に二世村正の能力である重力制御を弱体化しているものの使用可能になる。茶々丸もその寄生体の一人であり、魔王編では彼女が死亡したことで野太刀が完全に再生し、以前のものよりも遙かに強化され茶々丸の意思が宿り、景明はその野太刀に“虎徹”という銘を付けた。
妖甲と呼ばれる由縁は、憎きを斬れば愛しきも斬らねばならなくなるという善悪相殺の呪いがあるため。この村正一門に共通する呪いは、一つの命は善と悪を同時に兼ね備え、命を奪う戦いは善と悪を諸共に断つ醜悪なものだということを知らしめるためのもの。村正一門はこの善悪相殺の呪いをもって戦いの価値を貶めることで平和を実現しようとしていた。
また村正一門共通の機能として、周囲の人間に自らの意志を同調させる精神汚染波が搭載されているが、三世のそれは過去の帝の勅命により封印されている。
待機状態は隠密性に優れ、鋼の糸を吐く事が出来る。糸はある程度形状を選択でき、また巻きつければ擬似的な劔冑を作る事が出来る。
蒐窮一刀（おわりのたち）
村正の磁力制御と景明の剣術（吉野御流合戦礼法）を組み合わせて使用される電磁抜刀術の総称。下記バリエーションがあり威力や射程等が異なる。
磁力制御を刀一点に極限まで集中させて行い、電磁力と反発・吸着の作用により光速とも表現される速度で斬撃する。熱量消費が尋常では無い為乱発はできず、さらに磁力暴走の危険が伴う為綿密な制御を行う集中力と覚悟が求められる。
電磁抜刀「禍」（レールガン「マガツ」）
吉野御流合戦礼法「迅雷」が崩し。納刀状態から鞘と刀に磁気操作を行い抜刀する神速の抜刀術。見切り不可能な速度であり威力も一撃で武者を両断可能。太刀で行い作中の使用頻度が最も高い村正＆景明の決め技。
電磁撃刀「威」（レールガン「オドシ」）
吉野御流合戦礼法「雪崩」が崩し。太刀を最上段で構え背面と刀に磁気操作を行い振り下ろす。隙が大きい為武者相手には使用が困難であるが、威力は最も高い（作中では山一つを崩壊させた）。
電磁擲刀「呪」（レールガン「カシリ」）
吉野御流合戦礼法「飛煌」が崩し。納刀状態の脇差に磁気操作を行いそのまま射出する、ある意味レールガンに最も近い遠距離技。速度は蒐窮一刀の中で最も速い。
電磁抜刀「穿」（レールガン「ウガチ」）
吉野御流合戦礼法「迅雷」が崩し。前述の野太刀「虎徹」により行う「禍」。野太刀は肩にマウントされている為振り下ろしとなる。単純威力では最強の蒐窮一刀であり、銀星号のブラックホールすら斬り裂く。
電磁双刀「散」（ツインレールガン「チラス」）
吉野御流合戦礼法「比翼」が崩し。「穿」を刀で受け止めた敵に対して左手のみで鍔ぜり合いを行い、右手で脇差を用いてガラ空きとなった敵の腹部に「呪」を叩きこむ。

「祝」（コトホギ）
吉野御流合戦礼法”刃鳴”が崩し。納刀時の鍔鳴りに乗せて三世村正の精神汚染波である磁気汚染（くるわし）を周囲の人間に拡散させる。
魔剣「装甲悪鬼」
銀星号との最終決戦で、最も憎むもの（景明自身）を殺すことによって、最も愛するもの（光）を殺すという善悪相殺の呪いを利用した村正＆景明最後の攻撃。これで銀星号を倒すに至るも光の最期の力で景明が死ぬことはなかった。

銀星号（村正 / 勢洲右衛門尉村正二世）
仕手：楠木正秀→湊斗光 / 陰義：辰気操作（重力制御） / 待騎状態：女王蟻
誓約の口上 - 鬼に逢うては鬼を斬る 仏に逢うては仏を斬る ツルギの理ここに在り
白銀の劔冑。本編時ではその容姿から銀星号と呼ばれる。湊斗家祭殿に祀られていた二領の劔冑のうちひとつ。武器を持たず格闘技を主な攻撃手段としている（重力操作による機動性においては刀剣は却って邪魔になるため）。
打撃には重力操作による威力強化がされており、手刀で劔冑を両断する程。
周囲に放たれる精神汚染波（金打声による歌）によって周囲の人間と仕手の精神を同調させる辰気汚染（くるわし）を持ち、三世のそれと違いこちらは封印されていない。光が使用時は「社会的な枷（倫理観）を外させる」汚染波となっているが、汚染された殆どの人間が理性を失い殺しあう獣のようになってしまっている。この汚染波は劔冑を装甲していれば（数打でも）防ぐことが可能。
陰義の辰気操作は重力を操ることができ、これによる騎航（この為合当理を持たない）で通常の劔冑では不可能な速度・機動性を実現しているほか、打撃に重力をのせることで威力上昇・重力の反発による障壁等、他の真打とは一線を画す圧倒的な性能を誇る。
反面、地の装甲は薄めで特に重力制御は一見すると僅かな損傷でも大きな機能低下を招く。この弱点を補強するため普段は重力障壁を展開しており、そちらに出力の大半を割いているため他の真打を圧倒するほどの性能でさえ全く本気を出していない状態でしかない。
三世と同様に善悪相殺の呪いが搭載されているが、光自身が敵意を持たない為この原則に当てはまっていない。
待機状態での大きさは光とあまり変わらず、比較的小型である。
作中で村正は「かつて大和を地獄に変えた妖甲」といわれているが、それはこの二世と初代村正のこと。共に南北朝時代に造られ、二世は南朝に贈られた後味方に「善悪相殺」の呪いを強いた。
南北朝統一後、初代は戦乱時に破壊され二世も帝により鋳潰される予定であったが、三世の嘆願により三世を監視・討伐役として共に封印された。
天座失墜・小彗星（フォーリンダウン・レイディバグ）
吉野御流合戦礼法「月欠」が崩し。通常の劔冑では到達不可能な超高空から、重力制御を用いて目視不可能な程の速度で急降下して踵落としを放つ。この時踵の部分に装甲を集中させている。
瘴熱疾走・火隕星（ブレイジング・ストリーム）
飢餓虚空・魔王星（ブラックホール・フェアリーズ）
重力障壁解除後（つまり本気時）に使用。尾部装甲を展開し、重力を一点に極限まで発生させてブラックホールを作り出し、周囲の敵騎や物質を空間ごと飲み込む。

正宗 / 相州五郎入道正宗
仕手：綾弥一条 / 陰義：因果覿面 / 待騎状態：天牛虫
誓約の口上 - 世に鬼あれば鬼を断つ 世に悪あれば悪を断つ ツルギの理ここに在り
濃藍の劔冑。そのあまりに荘厳な姿は天下一名物と崇められ、一度も装甲されることなく死蔵されていた。
鍛冶師が自身の体験から徹底的に「正義」を追求し、その思想を体現させる劔冑となった。その為か劔冑自身の自己主張が強い傾向にある。思想上、村正と対極の存在。
数ある真打の中でも頑強な装甲を誇り、陰義や斬馬刀の他に正宗七機巧を持つ。が、仕手諸共自らの血肉を削って放つ機巧ばかりのため、使用する際には絶叫するほどの苦痛を伴う。また、そのような機巧を多用するためか仕手への再生能力も高めに設計されている。
その身に受けた陰義を威力・精度そのままに相手へ返す因果覿面の陰義を持つ。
正宗七機巧（まさむねななつのからくり）
陰義とは異なる、正宗自体に機械仕掛けで搭載された機能。名称通り以下の7つが搭載されている。
飛蛾鉄砲・弧炎錫－掌の砲から鉄針入りの弾丸を撃ち出す。弾丸の材料は仕手の腕の骨肉。射程が短い為、自分も鉄針によるダメージを受ける。
朧・焦屍剣－斬馬刀を高熱化させ、燃え盛る刀とする。刀を持つ仕手自身の手までも炭化させる程の熱量。
隠剣・六本骨爪－仕手の肋骨を甲鉄化させて腹部から伸び出させ、相手に突き刺す。
無弦・十征矢－仕手の指を甲鉄化させて指ごと撃ち出す。
割腹・投擲腸管－仕手の腸を甲鉄化させて腹部から飛び出させ、相手に投げて拘束する。
肘鉄砲・呑龍高炉－肘からガトリングガンを放つ。これも弾丸は仕手の骨肉と思われる。
神形正宗・最終正義顕現－体を縦に真っ二つにされても復活する程の再生能力を発動させる。過剰な再生により一時的に異形の姿となることも。

ウィリアム・バロウズ
仕手：大鳥香奈枝 / 陰義：自在操作矢 / 待騎状態：コントラバス
誓約の口上 - なし（仕手が装甲楽曲をコントラバスで演奏して装甲）
シュヴィーツの国宝弓聖テルを模して造られた贋作。陰義を除く性能はほぼ完全にコピーされている。武装は剣と、巨大な盾と合体したクロスボウ。そこから発射される矢は、劔冑の堅牢な装甲すら容易く貫通する威力を誇る。口上はあらず、楽曲を奏でて装甲する変則仕様。
待機状態では弦を操作でき、ある程度複雑な動作（銃の引き金を引く等）も可能。
The paradox of"tell and apple"（テルの矢は林檎に届かない）という背理論を元にした陰義を備える。
「射撃点から目的点までの距離の中間に中間点Aを設定する。矢が目的点に到達するには必ず中間点Aを経由しなければならない。そして射撃点より中間点Aの間に更に、中間点Bを置く。中間点Aに到達するには中間点Bを経由しなければならないが、もし射撃点とBの間に中間点Cがあったなら？ 更にその間にD、E、Fと無数の中間点を設置すれば？ テルの矢は決して林檎に到達しないだろう。」
この背理論を元に、「放たれた矢が射線の中間地点に到達する度に、再発射（方向転換）することが出来る」という機能なのだが、再発射点は万分の一秒にも満たない寸機でしかない上、その間に標的も認識し「意識的に発射」しなければならないため、常人ではまず扱えず、真作に及ばないとされる所以となっている（真作は「仕手の視線を矢が追う」陰義）。
つまり「肉眼で発射した拳銃の弾丸の軌跡と軌道を観測・把握し尚且進路上の中間点を認識し干渉する」必要があり、人間には実現不可能な理論倒れとなってしまっている。
背理の一射（パラドックス・シューティング）
上記の理論倒れであるはずの陰義を、大鳥香奈枝という仕手を得て使用可能とした必殺の一矢。
大鳥香奈枝はその生来の快楽殺人嗜好（人の死にエクスタシーすら感じる）からくる異常な集中力と、複眼という人外の能力をもって得る異常な知覚能力（時が止まって見えるほどの動体視力）でこの陰義の使用を可能にしている。
しかし熱量消費と共にその集中力・知覚力は脳にかなりの負担がかかるようで、乱発はできない。

虎徹 / 長曾祢虎徹入道興永
仕手：足利茶々丸・湊斗景明 / 陰義：感覚共有 / 待騎状態：-
誓約の口上（茶々丸装甲時） - 蛆には腐肉を 蠅には糞を 百舌には蛙の串刺しを 今宵の虎徹は血に飢えている
誓約の口上（景明装甲時） - 獅子には肉を 狗には骨を 龍には無垢なる魂を 今宵の虎徹は血に飢えている
生ける劔冑（リビングアーマー）。作中に登場する真打の中ではトップクラスの運動性を誇る。
武器は一般的な刀ではなく手甲状の鉤爪。陰義は茶々丸の感覚を他者にも与えるというものであるが、彼女のある境遇によって兵器としても極めて剣呑な性質を持つ。
真改 / 井上和泉守国貞
仕手：鈴川令法 / 陰義：液体操作 / 待騎状態：百足
誓約の口上 - いかで我が こころの月を あらはして 闇にまどへる ひとを照らさむ
黄銅の劔冑。和泉守国貞の名でも通じる。大坂正宗とも称される名甲。装甲の口上は左京大夫顯輔の詞。
非常に汎用性の高い陰義を持ち、血液から海水まで液体であれば自在に操ることが可能。
月山 / 月山従三位
仕手：風魔小太郎 / 陰義：霧隠の術 / 待騎状態：猿
誓約の口上 - 迷いの六界、地獄・餓鬼・畜生・阿修羅・人間・天人、いざ行かん 悟りの四界、声聞・縁覚・菩薩に仏、いざ行かん 死して生あり生して死あり、死とは生なり生とは死なり、死して十界生して十界
風魔一族に伝わる古甲。速力は高いものの、空戦理論が確立されていなかった頃の作のため、旋回性にやや難がある。
陰義は探査機能や視覚を完全に欺くというもの。不可思議なほど長い効果時間を持つのだが、これは、湯殿山の光学欺瞞と羽黒山の信号欺瞞で姿を隠し、月山が戦闘を行うという三位一体の戦法による物であり、それぞれが陰義と戦闘に集中することで長い効果時間を実現されている。月山本体の陰義は金打声欺瞞。
荒覇吐
仕手：六波羅武者 / 陰義：熱量吸収 / 待騎状態：無し
誓約の口上 - 無し
劔冑の上に装甲するという特殊な劔冑。発掘された神代の作と思われる真打に六波羅の技術者が多種多様な改良を施している。
鈍重だが、大質量からなる破壊力や耐久性は他の追随を許さない。搭載した兵器には電力の供給が必要なことと、並の劔冑には比較にならない熱量を消費するという弱点もあるが、後者については「生きた人間を『バッテリー』として搭載し、熱量を負担させる」という非人道的な手段で解決されている。なお、『バッテリー』が完全消耗した場合、搭載された人間は干からびた死体となってしまう。
武器は各箇所に配置された重火器と試作型竜気砲（発振砲）。
鬚切
仕手：足利護氏 / 陰義：不明 / 待騎状態：馬
誓約の口上 - 帰命頂礼八幡大菩薩 我、御器と罷り成る
膝丸と共に源氏の至宝であり足利に伝わる大名物。村正とほぼ互角の装甲を持ち、他の真打と比較して高い総合力を誇る。
膝丸
仕手：今川雷蝶 / 陰義：蜘蛛切 / 待騎状態：馬
誓約の口上 - 帰命頂礼八幡大菩薩 我、御剣と罷り成る
鬚切の兄弟騎。そのためか、鬚切が受けた傷が時折この甲鉄に痣となって現れることもあるという。
髭切同様に高い総合性能を誇り、とりわけ攻撃力においては全劔冑でもトップクラス。
同田貫 / 同田貫正国
仕手：遊佐童心 / 陰義：火炎放射 / 待騎状態：亀
誓約の口上 - 天に冥府 地に魔道 踏まえし道は修羅の道
比較的近代に造られた業物で、高い防御力を持つ。防御形態への変形機構を備え、装甲時にも亀のように手足を甲羅のなかに引っ込めることで堅牢な防御力を発揮する。
仕手である童心の特技である尾張貫流を反映して、槍を主武装とする。
銘伏（なぶせ）
仕手：大鳥獅子吼 / 陰義：自己隠蔽 / 待騎状態：七節
誓約の口上 - 不明
無銘ながら業物に勝るとも劣らぬ名甲。代々暗殺に使われてきた影働きのための劔冑。
陰義により光学迷彩を実現する。
厩衆（うまやしゅう）
仕手：六波羅厩衆 / 陰義：レーダー欺瞞 / 待騎状態：烏
誓約の口上 - 不明
同型同仕様のものが多数存在する真打。月山鍛冶の系譜。
青江貞次
仕手：名称不明 / 陰義：幻覚 / 待騎状態：蛾
誓約の口上 - 不明
奇怪な面を肩に装着しており、その姿からニッカリ青江と称される妖甲。
仕手を惑わし、女子供ばかりを殺害させ妖甲であることを誇る殺人嗜好の劔冑。
陰義により相手に様々な幻覚を見せる。
黒瀬童子
仕手：黒瀬童子 / 陰義：不明 / 待騎状態：不明
誓約の口上 - 不明
六波羅に滅ぼされた岡部弾正の遺児、黒瀬童子が父から受け継いだ劔冑。合当理の形状から月山鍛冶の系譜と思われる。
これといった弱点のない名甲だが、劇中における活躍は極めて少ない。
バートリィ
仕手：永倉さよ / 陰義：吸血 / 独立形態：なし
誓約の口上 - THE IRON MAIDEN. （鋼の人形は 裸体で 肉色で 化粧されている）
ドゥルコという鍛冶師が造り上げた特別な劔冑。とある老いを恐怖した貴婦人のために、他者の血を吸い尽くして若さを保つという凶悪な仕様に特化されている。
そもそも金属ですらない特注仕様。“貴婦人の為の劔冑”であるために無骨な全身装甲ではなく手袋の部分のみが劔冑である。
当然騎航や体機能の強化などはなく、防御力さえ皆無だが陰義の性能だけは卓越しており、相手が硬い装甲に覆われた武者だろうと容赦なく護りを突き破り、吸血してしまう。
アスカロンVII（セブン）
仕手：ジョージ・ガーゲット / 陰義：不明 / 待騎状態：大剣、鞘
誓約の口上 - Sacrosanct. （神聖にして侵すべからず）
竜殺しとも言われた聖剣アスカロンの写しで、英国王室謹製の劔冑。グレートソードを主兵装とする。
村雨
仕手：大塚信子 / 陰義：不明 / 待騎状態：犬
誓約の口上 - 仁義礼智忠信孝悌 抜けば玉散る氷の刃 振れば命散るさだめのツルギ
外伝『琴乃の劔冑』の主人公「瀧澤琴乃」が心鉄となり誕生した世界最新の真打劔冑。
三世村正やウィリアム・テルといった真打劔冑の影響を大きく受けており、里見八犬伝に登場する「仁義八行の玉」をモチーフにした八つの珠や競技用劔冑特有の四枚翼、数打劔冑のケーブルなど、琴乃に縁深い物が意匠として施されている。
また、数打に陰義の能力を付与する謎のパーツ「オヴァム」が打ち込まれている。
熱量を破壊力に変換する無骨な大槌のみを兵装としているため、騎行しながらの戦闘は不得手というかなり変則的な設計思想を持つ。低空での騎行に優れる。
ウィリアム・テル
仕手：ジョーン・ラヴ / 陰義：自在操作矢 / 待騎状態：コントラバス
誓約の口上 - なし（仕手が装甲楽曲をコントラバスで演奏して装甲）
弓聖テル。永世中立国シュヴィーツの国宝である名甲。「放たれた矢が仕手の視線を追う」という神技的な陰義を持つ。
『琴乃の劔冑』に登場。バロウズの模倣元である真作。落ち着いた黒い色彩と頭部の形状以外は、武装を含めほぼバロウズと同一の形状である。
草薙 / 天目一箇命草薙
仕手：高木勘兵 / 陰義：臥蝕の牙 / 待騎状態：海蛇
誓約の口上 - 我が身 既に鉄なれば 我が心 既に空なれば 生者必滅
大和南方の孤島に祀られていた四騎の古甲のひとつで、神甲と称される。仕手との帯刀の儀の条件として、数多の人間の血を要求する妖甲。
陰義は敵の仕手を蝕む猛毒を牙から直接流し込む「臥蝕の牙」。
劇中で装備する機会は無かったものの、専用兵装として劔冑の甲鉄を易々と斬り裂く都牟刈の大刀を持つ。『鏖』に登場。
坤竜（こんりゅう）
仕手：更科右近 / 陰義：血身泥 / 待騎状態：蛸
誓約の口上 - 不明
大和南方の孤島に祀られていた四騎の古甲のひとつ。血液と同化して姿を眩ます陰義を持つ。待騎状態では触手を扱うことが可能。『鏖』に登場。
乾雲（けんうん）
仕手：柳田喪左衛門 / 陰義：腸遊び / 待騎状態：烏賊
誓約の口上 - 幾重にも爛れし腸の咲く地獄 永久までも君に残さん
大和南方の孤島に祀られていた四騎の古甲のひとつ。死者の臓物を操作する能力を持ち、他の劔冑内部に張り巡らせて操ることができる。『鏖』に登場。
当麻友則
仕手：椚サチ / 陰義：泡躯 / 待騎状態：蟹
誓約の口上 - 私の花は何の色？ 咲くならそっとスミレ色 目立たぬように咲きましょう 目立てば誰かが手折ります 手折られ花は恨み花 涙色した水下さい 涙色した雨下さい
大和南方の孤島に祀られていた四騎の古甲のひとつ。泡らしき物をあやつる陰義を持つ。『鏖』に登場。
正家 / 備後三原守家正家
仕手 :芹沢鴨 / 陰義：氷の剣 / 待騎状態：狼
誓約の口上 - 我士道塞グヲ不許 我武道阻ムヲ不許 右条々相ヒ背候者ハ切捨御免
過去より来訪した新撰組初代総長の劔冑。陰義により、氷で刀身を数倍に延長させることが可能であるが、その分扱いには卓越した技量が必要。『魔界編』に登場。
兼定 / 和泉守兼定
仕手：土方歳三 / 陰義：熱量加給 / 待騎状態：狼
誓約の口上 - 臨機応変怠ルヲ不許 戦時気組忘ルルヲ不許 右条々相ヒ背候者ハ 切腹申シ付クベク候
過去より来訪した新撰組副長の剱冑。陰義により熱量を加供給させ、運動性など基礎能力を向上させることが可能。
『魔界編』に登場。
清光 / 加州清光
仕手：沖田総司/ 陰義：速度超過 / 待騎状態：狼
誓約の口上 - 臨機応変怠ルヲ不許 戦時気組忘ルルヲ不許 右条々相ヒ背候者ハ 切腹申シ付クベク候
過去より来訪した新撰組一番組長の剱冑。甲鉄を犠牲にした軽量化により高い加速性能を持ち、陰義はその速度を更に上昇させる。
また兼定と同様に探査能力も高い。
『魔界編』に登場。
兼定清光 / 今様兼定清光
仕手：土方歳三・沖田総司 / 陰義：熱量加給 / 待騎状態：-
誓約の口上 - 無し
戦闘による互いのダメージを補う為、兼定（足を損傷）と清光（結核により肺損傷）のそれぞれ上半身と下半身を融合させたイレギュラーな剱冑。
二人分の熱量に加え、熱量加給の陰義による仕手の生命を省みない膨大な熱量はそのまま圧倒的な速度・攻撃力・治癒力となっている。
融合した二人は互いを認識することはできない。
『魔界編』に登場。
桜丸 / 古備前友成桜丸
仕手：平教経 / 陰義：植物操作 / 待騎状態：兎
誓約の口上 - 人に盛者必衰の理あらば、天にも天人必滅の理あり これ六道之沙汰と思い知れ
過去より来訪した平家武将平教経の劔冑。単鋭装甲により高度での速度に秀でる。陰義は植物を自在に操る「小桜縅」。
『魔界編』に登場。
無銘 阿・吽
仕手：運慶・快慶 / 陰義：鉱物操作 / 待騎状態：金剛力士
誓約の口上 - 出る入る息は阿吽の二文字 汝の真意は如何なる義にや、事のついでに問い申さん
過去より来訪した運慶・快慶の劔冑。作中では金剛力士像の元となった劔冑といわれる。鉱物操作により金属物の操作が可能で巨大な鎌倉高徳院の阿弥陀如来像を操った。
村正伝大千鳥
仕手：真田信繁 / 陰義：炎操作/ 待騎状態：蜘蛛
誓約の口上 - 不惜身命 但惜身命
過去より来訪した戦国における日本一の兵の剣冑。三世村正（関鍛冶）の系譜であり、独立形態はよく似た意匠をしている。主兵装は三叉槍。
超高温の炎を操り、甲鉄の融点を超える炎を宿した槍は位置関係と耐久性を無視した強烈無比な一撃を放つ。
大倶利伽羅広光
仕手：伊達政宗 / 陰義：気圧制御 / 待騎状態：牛
誓約の口上 - 悪羅 悪羅 悪羅
合当理を持たない特殊な劔冑。気圧制御の陰義によって、旋回性能を限定されている代わりに通常ではありえない航行速度と変速軌道を実現している。
筑後三池典太
仕手：柳生十兵衛 / 陰義：月影 / 待騎状態：黄金虫
誓約の口上 - 尋ね行く道の主や夜の杖 つくこそ要らぬ 月の出ずれば
徳川拝領の名甲。剣豪養成ギプスとも取れるような最も良い構えを取るための特殊構造が採用されており、非常に扱いづらい劔冑。陰義は影の領域において物質を透過する能力で、装甲とともに恒常的に発動している。相手の剣戟を無効化する無敵とも言える能力だが、物質透過を行えるのは「月を光源として甲鉄に映り込む敵騎の影」に限定される。
武州五輪
仕手：宮本武蔵 / 陰義：術理吸収 / 待騎状態：鎧
誓約の口上 - 千日の稽古を劔とし 万日の稽古を冑とす 以て此れ我がツルギなり
脇差の二刀流を主な武装としている由来不明の劔冑。仕手が見て理解した兵法を、近代兵器であろうと陰義であろうと吸収・再現することが可能という、規格外の陰義を持つ神代の作甲。正宗の因果覿面と異なる点は仕手の理解が及ばなければ何度受けようと再現することが不可能な点、及び吸収再現してしまえば以降は能力として保有することが可能という点である。
武蔵の元で多くの陰義と兵法を吸収し、三世村正を装甲した景明との戦闘を経て「五輪書」として完成する。仕手に適した陰義を自ら選択する「死霊秘宝（ネクロノミコン）」に並ぶ魔書。これに記された全ての兵法を引き出すことが出来るのは「英雄」と「魔王」のみ。
『魔界編』に登場。
小狐丸
仕手：菊地明尭 / 陰義：慣性制御 / 待騎状態：九尾の狐
誓約の口上 - 打ち奉りし御剣の 刃は雲を乱したれば 天の叢雲ともこれなれや
『贖罪編』に登場する紫紺の劔冑。親王から明尭に託された由来も知れぬ古甲だが、強力な陰義を宿した業物である。慣性制御の陰義によって稲妻のような軌道で航行することが可能。
村正 / 勢洲右衛門尉村正
仕手：足利義持 / 陰義：磁力制御（ドラマCD版）、基素制御（小説版） / 待騎状態：兜虫
誓約の口上 - 鬼に逢うては鬼を斬る 仏に逢うては仏を斬るツルギの理ここに在り
始祖村正。北朝に献上された漆黒の劔冑。善悪相殺の呪いを帯びている。
生前は南朝に仕える鍛冶師であり、劔冑の方向性となる目的を定めるために戦を見る中で信頼していた者に裏切られ、遂には妻がやむを得ない事情で敵に回ったことで己の中の善悪の定義を見失ってしまう。そして浦夢（ニコラ・フラメル）から善悪とは物の見方でしかなく、自分の望みのために他者を悪とする独善こそが世に争いを蔓延らせる原因であると教えられ、その真実を世に知らしめ独善を滅ぼし、平和の世を実現するという思想の元、劔冑を鍛造した。
小説版における創気操作の陰義はまさしく万能であり、破壊された心臓の即時再生・甲鉄の一点集中による装甲強化・太刀の変幻自在な伸縮・灼熱の猛火や超低温の冷気による攻撃・気象操作など、単体でも陰義として十分通用する能力を多種多様に扱う事が出来る。
また、浦夢から与えられた神の血肉（ラピス・サギー）を鍛造の際に打ち込んだことで、時間加速能力まで備えている。
ドラマCD版では三世村正と同じ磁力制御だが、捩じ切った味方の武者の首を磁斥力によって射出し敵を撃墜することで、善悪相殺を一度に成すという凄惨な使用方法となっている。
南北朝時代に前述の思想を達成すべく北朝へ贈られ、弟を善悪相殺により殺害したことで狂気に駆られた仕手の精神汚染波によって北朝軍を恐るべき獣の軍隊へと変貌させ、南朝に贈られた二世と共に大和を地獄に変えた。
南北朝戦争終結時に戦闘により破壊され、本編時代にはその妖甲としての伝説のみ残っている。
菊正 / 金精号菊正
仕手：菊川肛司 / 陰義：残留物記憶 / 待騎状態：人間
誓約の口上 - ガチに会うては尻をふり 色男に逢うては腰をふる こんにちは金精号です！！
男色事件専門捜査官、菊川肛司が持つ劔冑。男性が無差別に尻を掘られる「金精号事件」の犯人を肛司と共に追っていたが、実は彼自身が事件を引き起こしていた。
待機状態では犬のような耳と尾が生えた黄色い身体の男性の姿をとり、村正や正宗と同じく劔冑としては豊富な感情を持つ。劔冑ながら男色家でもあり、「カマ」という響きに惹かれて鎌倉へやってきたという。
装甲状態では妖刀「菊一文字二ッ尻」を武器とする。仕手の肛門に太刀と同じ大きさの突起物をめり込ませる能力を持ち、これで前立腺を刺激して力を得ることができるが、仕手の体力を大幅に消耗するという弱点を突かれて村正に敗れた。
『装肛アッー鬼菊正』に登場。

### 数打劔冑
クローン技術・CPU等電子機器の開発、発展により台頭した劔冑。西洋では新式劔冑（レッドクルス）。これを纏う者は竜騎兵（ドラグーン）と呼ばれる。
鍛冶師を犠牲にしないために量産が可能で、現在の軍事における主流兵器である。陰義を備えておらず、また機体の性能にしても真打に劣るものの、技術の発展速度はめざましく、留まることを知らない。高威力遠距離兵装の発振砲や高速徹甲弾の実用化や隠業隠形竜騎兵の登場により将来は真打劔冑から兵器の頂点の座を奪い取ると言われる。
CPUを用いている為人格は無く、戦闘補助はOS等電子機器による。
いずれの機体も頭部から管を伸ばしているが（六波羅の劔冑は頭部前方、GHQは右方）、これは機銃へ熱量を送るための送熱管である。
六波羅軍
六波羅で採用されている劔冑は通常騎とは別に指揮官騎が存在するが、機関砲を除装する以外に変更点は無い。送熱管のプラグには代わりに前立てを取り付けている。
八八式竜騎兵甲
待騎状態：モノバイク
誓約の口上 - 八紘一宇
六波羅海軍で正式採用されている旧来の避弾経始概念を元にした丸みを帯びたフォルムが特徴の劔冑。
近接格闘を重視し、出力と防御に重きを置いた設計になっており作中では「泥臭い設計」と評される。
既に主力の座を九〇式に明け渡している旧式で、六波羅ですら一部将校しか使用していない。
九〇式竜騎兵甲
待騎状態：モノバイク
誓約の口上 - 尽忠報国 
八八式を元に開発された、軍史に残る名騎と言われる六波羅陸軍正式採用主力劔冑。
非装甲時はモノバイクに変形するので使い勝手がよく、派生騎が多数造られている。
九四式竜騎兵甲
待騎状態：モノバイク
誓約の口上 - 神州不滅 
六波羅陸軍で採用されている劔冑。新世代の避弾経始概念を元に形状に傾斜を多く取り入れており、
合当理の熱量圧縮効率と合わせ、装甲を犠牲にせずに運動性能を増している。
零零式竜騎兵甲
待騎状態：モノバイク
誓約の口上 - 見敵必殺 
終盤で登場する六波羅軍の新型劔冑。
足利茶々丸をして「真打（ホンモノ）を倒す数打（ニセモノ）」と言わしめるほどの圧倒的な性能を有する劔冑である。
しかし機体形状自体は九四式全く同じで（推進方式はロケット化）、戦闘力の高さは専用武装である発振砲による物が大きい。

GHQ
GHQで採用されている劔冑は全てロケット推進方式であり、六波羅製よりも先進的な技術を持つ。
GR-03 ガルム
誓約の口上 - God Save the Queen 
GHQが制式採用している数打劔冑。空中からの地上制圧戦を主とした対地制圧機(グラップラー)で、装甲が厚い。
ST-05 ワーウルフ
誓約の口上 - God Save the Queen 
GHQが制式採用している数打劔冑。空中での格闘戦を主とした、制空戦闘機(ストライカー)で機動性が高い。
GR-08 トロール
誓約の口上 - God Save the Queen 
GHQが制式採用している数打劔冑。ガルムの後継機で、機動性と装甲を両立させた対地制圧機(グラップラー)。
ST-09ユーウォーキー
誓約の口上 - God Save the Queen 
隠形竜騎兵（ステルスドラコ）と呼ばれるGHQ制式採用数打劔冑。
ワーウルフの進化系である新型で、陰義ではなく技術によって高いステルス性能を持つ。
また部分的に真打を超える性能を持つ初の数打劔冑であり、歴史の転換期となった機体。
GUTS EIDER
合体機構を持つ特殊なレッドクルス、複合竜騎兵（ユナイテッドドラグーン）。ヘッド、ボーディ、ライター、レフターの四騎が合体することで完成する。
来栖野小夏を初めとした景明に近親者を殺された者たちが搭乗している。彼女等は雪車町によって集められた素人であるが、薬物によって身体能力を向上させることで真打相手の戦闘を可能にしている。

### 競技用劔冑
レーサークルス。数打劔冑の一種に分類される。
戦闘用ではなく、その名の通りアーマーレース用にチューンされている。戦闘機能を持たず、スピードと運動性に偏重している設計。装甲は至近距離からの拳銃の発砲に耐えきれないほど脆い。

## スタッフ
- 脚本：奈良原一鉄[5]
- 原画：なまにくATK
- メカニックデザイン：石渡マコト
- 音楽：ZIZZ
- ディレクション：どいよしなお
- プロデュース：でじたろう

## 主題歌
オープニングテーマ「MURAMASA」
作詞 - 渡邊カズヒロ / 作曲・編曲 - 磯江俊道 / 歌 - 小野正利
エンディングテーマ「落葉」
作詞 - 渡邊カズヒロ / 作曲 - 磯江俊道 / 編曲 - 立花泰彦 / 歌 - いとうかなこ
エンディングテーマ「Fuel My Soul」
作詞 - 渡邊カズヒロ / 作曲・編曲 - 村上正芳 / 歌 - ワタナベカズヒロ
挿入歌「疼[uzuki]」
作詞 - Ken1 / 作曲・編曲 - 榊原秀樹 / 歌 - VERTUEUX
イメージソング「The Call」
作詞 - 渡邊カズヒロ / 作曲・編曲 - 磯江俊道 / 歌 - Yukky

## 外伝

### アンソロジーディスク『邪念編』
『装甲悪鬼村正 邪念編』（そうこうあっきむらまさ じゃねんへん）
コミックマーケット79にて販売予定の公式アンソロジーディスク。なまにくATKがグラフィックを務め、鋼屋ジン、東出祐一郎、秋田禎信が執筆する三本ショートストーリーのほか、安永航一郎による『装肛悪ッー鬼菊正』のフルボイスコミックを収録。
登場人物
武帝
湊斗景明。傭兵団「武帝」の首領。
最も憎い己自身を殺し、善悪相殺によって最も愛しい者を殺す魔剣「装甲悪鬼」で光を打倒した。光はそれによって景明の自分への愛が証明されたことで幸福の内に死んでいった。その後、光の最期の力で生き永らえた景明は自分が幸福に生きることを許さず、善悪相殺の理を世に敷くため悪鬼の道を行くことを決意する。そして景明は「武帝」を組織し、依頼を受けて殺した敵の数と同数の生贄を殺すことで誰もが闘争を忌み嫌い憎むようになるまで、それによって戦いが地上から消え去るまで、目的が果たされたその時に代償として自分たちを捧げるまで村正と共に戦い続ける。
英雄景明
「無我の境地」に至り、自分の意識を殺すことで光を殺した景明。「無我の境地」とは自分の意識を消し去り、世の大義をもって戦う状態。景明はそれによって光を殺したことで、自分の愛する者ではなく、世界そのものを善悪相殺の元破壊してしまった。そしてその途中、金神の力を取り込んだことによって時空に干渉できるようになり、自らの世界を滅ぼした後別時空に渡り、武帝の前に現れた。その時空をも滅ぼそうとする英雄と、光を殺した己を最も憎む武帝は激闘を繰り広げるが、決着の瞬間に虎徹が共鳴し、それによって流れ込んだ記憶によって武帝が光を救っていたことを知った英雄は衝撃を受け自身の時空へと戻っていった。

### 小説『琴乃の劔冑』
『装甲悪鬼村正 -琴乃の劔冑-』（そうこうあっきむらまさ ことののつるぎ）
『月刊ホビージャパン』の2009年12月号から連載が開始された公式外伝。真打劔冑を造るという夢を持つ少女「瀧澤琴乃」が主人公。
マックスファクトリーがプロデュースする可動立体造形を絡めた、書き下ろし短編小説によってストーリーが語られていく。造形されたモデルについての商品化は2009年11月現在未定。
文章：永川成基
造形：竹谷隆之、谷口順一、山口隆
キャラクターデザイン：なまにくATK

### 漫画『鏖』
『装甲悪鬼村正鏖』（そうこうあっきむらまさ みなごろし）
『月刊チャンピオンRED』2010年6月号から同年12月号まで連載された公式外伝。
本編第五篇で描かれた過去から、第一篇までの間の、卵を破壊するための殺戮を行う景明と村正の物語を描く。
原作：ニトロプラス
作：山本賢治
画：廣瀬周

### 漫画『魔界編』
『装甲悪鬼村正 魔界編』（そうこうあっきむらまさ まかいへん）
『月刊コミックブレイド』2010年9月号から2014年2月号まで連載された公式外伝。
本編『悪鬼編』後、善悪相殺の武を布こうとする景明と村正の姿を描く。全5巻。
原作：ニトロプラス
作：後藤みどり（Production I.G）
画：銃爺

#### 登場人物（漫画）
湊斗景明、三世村正、綾弥一条、大鳥香奈枝、今川雷蝶ら「悪鬼編」後も生存している原作キャラの他、別の世界から召喚された足利茶々丸も登場。回想シーンでは他原作キャラクターも登場する。
親統坊
大和の住まう高僧。老人。派遣した小姓を通じて景明に「過去より召喚された武者たち」の殺害を依頼する。
正体は統を殺める直接的な原因となった三世村正を破壊し、飛来した金神片を片目に打ち込まれた平行世界の湊斗景明。
時を渡る際に本編世界の景明の行動を見て、自らの罪を贖わせるために過去の武者たちを景明にけしかける。

##### 過去の武者たち
以下は何らかの原因によって過去より現代（本編悪鬼編終了後の世界）に劔冑と共に召喚された人物達である。全員召喚時に「全てを知るは親統坊」「目指すは鎌倉建長寺大法要」という刷り込みのようなものをされている。ただし全員がそれに忠実に従うというわけではなく、親統坊を狙う者、景明を狙う者、GHQに協力する者（させられる者）など各々の目的で動いている。なお全員召喚中に景明の行なってきた殺人を垣間見ている模様。
芹沢鴨
過去より飛ばされた者で最初に景明と接触した、新選組局長。
「目が気に入らない」と一般人に斬りかかる等かなり粗暴な性格。
茶屋の娘と善悪相殺の契約を結んだ景明に一騎討ちの末敗れる。
劔冑は正家。
土方歳三
新選組副長。冷静沈着で剣の腕も相当な人物。
殺された芹沢・茶屋の娘を沖田と共に調査し、景明に辿り着く。
劔冑は兼定。
沖田総司
新選組一番隊組長。土方を年寄り扱いする等やや子供っぽい。
戦闘は一撃にしか見えない三段突き「無明剣」など、劔冑と合わせて速度に特化している。
無辜の人間を殺した景明に対して強い義憤を抱く。
史実通り結核を患っており、戦闘による熱量供給に支障が出ている。
劔冑は清光。
平教経
武勲名高い平家の武将。
波間に都は〜と言っている為壇ノ浦の戦いの直後現代に飛ばされた模様。
鎌倉の浜に打ち上げられていた所を一条に救助されるが、ここで殺戮を行おう（鎌倉は源氏の本拠地であった為）という言葉が一条の逆鱗に触れ、戦闘となる。
劔冑は桜丸。
運慶・快慶
金剛力士像を作成した蝦夷の姉妹。
仏像ということもあってか、通常の劔冑とはやや異なる金剛力士像のような劔冑を操る。
鉱物操作により鎌倉の大仏をも操るがその力の源には…
柳生十兵衛
徳川の剣術指南を勤めていた有名な大剣豪。その名を見た景明が、「勝てる気がしない」と漏らす程の達人として知られている。
旅先で宮本武蔵に会い、完成すれば世に仇名す魔書となる程の兵法書の完成を阻止するため一騎討ちとなり、その最中に召喚される。その決闘のさなかに腹部に傷を負っている。
召喚時の景明の殺人を垣間見たのみで、「強敵と戦わせることで自分と同じ頂まで引き上げる」という光の企みを看破しており、景明を強敵として認めている。彼の目指す道に「武帝」と銘を定めた。
重傷を負い更には視界を奪われた状態で電磁抜刀を正面から受け流す等、その名に恥じない桁外れの剣腕を誇る。己が敗れても尚相手を死に至らしめる致命の陰儀を有していたが、景明という人物を見定めた結果、最後まで使うことは無かった。
召喚直後にGHQに拘束されたこともあってこの召喚にGHQの関連を怪しんでおり、真田信繁や伊達政宗にGHQを警戒するように伝えている。
真田信繁
真田幸村の名で知られる武将。GHQとの関わりがある。
景明の殺人を垣間見た上で、景明の選択した道に理解を示している。理知的かつ礼儀正しい生真面目な人物。最期まで共に戦うと誓った十勇士の元へ帰ることを目的としている。
単騎で敵軍と渡り合い、敵さえも賞賛したと伝えられる傑物。戦場においても正々堂々と戦い、己に利する行動であっても卑怯事は許容せず阻止する等、誇り高い性格の持ち主。
陰儀の応用力において天稟を持ち、他の武者の陰儀の作用を取り込み劔冑の性能を限界以上に引き出している猛者。
劔冑は三世村正伝大千鳥であり、その名の通り村正の影響を受けた劔冑。村正自体があまり装甲された物ではなかった為かさほど似通ってはいない。
伊達政宗
独眼竜で知られる武将。戦闘狂であり純粋に景明との勝負を望む。
桁外れの熱量消費に耐える能力を有しており、その彼にしか扱えない劔冑を持つ。その戦闘力は並ではなく、召喚された長宗我部盛親を倒し更にGHQの竜騎兵三個小隊を単独で壊滅させた。大和を狙うGHQを敵と認識している。
粗野で奔放だが人懐っこく気さくな人柄の人物。現代の生活もそれなりに気に入っている。戦闘においても陽気に振る舞うが、女を盾にするような行為には激怒する。
　劔冑は大倶梨伽羅広光。
宮本武蔵
親統坊が呼び寄せた最後の武者。召喚直後は老人だったが、親統坊を殺害して金神片を飲み込み壮年程度に若返った。長くのばした黒髪と髭が特徴の非常に大柄な男。
武者とは蓄積の手段と豪語して憚らぬ、自らの兵法を完成させる事に心血を注ぐ修羅。決闘の勝敗すら重視しておらず、自らを高める為に他者と剣を交える。
高速の騎航中でも甲鉄の隙間を切りつける卓抜した技量でもって、十兵衛と互角以上に切り結ぶことができる。
劔冑は武州五輪。十兵衛の言う兵法書はこれを指すと思われる。

### 小説『暴走編』
『装甲悪鬼村正 暴走編』（そうこうあっきむらまさ ぼうそうへん）
なごみ文庫から発刊された公式パロディ小説。コメディタッチな作風。
著：凪小石
画：馨。

### ドラマCD『妖甲秘聞』
『装甲悪鬼村正 〜妖甲秘聞〜』（そうこうあっきむらまさ ようこうひぶん）
『癒されBar若本』とのコラボレーション企画。スピンオフ朗読ドラマCD。
南北朝戦争、「村正」が妖甲としての汚名を後世にまで残す原因となった凄惨な争いとその決着を描く。
登場人物
足利義持
声 - 若本規夫
北朝主将。気弱で、才能に恵まれなかったが、唯一の理解者である弟の支えもあってどうにか総大将の座に座っている。
始祖村正を献上されたことで大将としての権威を確固たるものにしたが、善悪相殺の呪いによって弟を手にかけてしまったことで乱心。
世に混沌と狂気をもたらす魔王と化す。
楠木正秀
声 - 大川透
南朝主将。理性的で慈悲深き武将である。
高嶺御前
声 - 中島沙樹
義持の元側室。一族が南朝と内通していたため追放され、本人も南朝に下った。
狭霧
声 - 井上麻里奈
正秀の懐刀と呼ばれる女武者。主君に絶対の忠誠と慕情を抱いている。
足利義嗣
声 - 飛田展男
義持の弟。勇猛果敢なる武者であるものの、心から兄を敬い、気遣っている。
茜
声 - 大亀あすか
義持の妹。帝へ嫁ぐことが決まっている。
彬子
声 - 渕上舞
義嗣の妻。身重。
湊斗景明
声 - 寺島拓篤
三世村正
声 - 嶋崎はるか
始祖村正
声 - 菅原淳一
二世村正
声 - ひと美
ナレーション
声 - 若本規夫、井上麻里奈

### 小説『妖甲秘聞 鋼』
『装甲悪鬼村正 〜妖甲秘聞 鋼〜』（そうこうあっきむらまさ ようこうひぶん はがね）
ドラマCD『妖甲秘聞』の小説版。設定の大幅な再構築を受けて、物語の展開などに多くの変更点が見られる。Nitroplus Booksから出版され、後に星海社文庫から文庫化された。
著：鋼屋ジン
登場人物（小説版のみの人物）
南朝主将（楠木某）
南朝諸将を束ねる楠木家の当主。史実の人物をモデルにした訳ではないため、名前については敢えて某というぼかした表記となっており、篝からは「御大将」、狭霧からは「御館様」と呼ばれている。
村正の抱く「善悪相殺」という思想、そして双方に村正を献上するという始祖・二世父娘の計画に狂気しか感じず封印していたが、足利の振るう始祖村正の精神波汚染に抵抗するためあえて結縁。相容れぬながらもその身を鋼とまでした二世村正の意を認め自ら「悪鬼」となり、南朝軍をあえて二世村正によって汚染（「善悪相殺」を全軍に対して強いる）し北朝軍と死闘を繰り広げた。
北朝主将（足利将軍）
北朝諸将を束ねる足利の棟梁。史実の人物をモデルにした訳ではないため、名前については敢えて某というぼかした表記となっており、楠木ら南朝武将からは「室町殿」とも呼ばれている。
ドラマCD版と同じく争いを好まぬ気性のために、才に優れる弟の力を借りてようやく軍をまとめていた。
始祖村正の尋常ならざる能力と、弟の提案した「南朝軍にのみ汚染波を駆使する」という策により、南朝との長きに渡る戦いに決着を着けようとした。しかし南朝側の刺客となった元側室高嶺御前を殺害したことにより発生した善悪相殺の呪いで、弟をも手にかけてしまったために発狂。
愛のために殺すという狂気を精神同調によって拡散し、狂兵の軍勢を率いて無差別の殺戮を行う悪鬼と化した。
篝
楠木直下の「十三騎」の一人たる武将。男女いずれともつかぬ童子の様な姿をしている。
自らの劔冑は、かつて二世村正の夫（故人）を尊敬していた自身の友人がなったものであり、その縁と楠木に業を背負わせぬため自ら二世村正と結縁しようとしたが、楠木に止められた。

### 小説『宇宙編』
『装甲悪鬼村正 宇宙編』（そうこうあっきむらまさ うちゅうへん）
星海社FICTIONSから発刊された公式外伝。
原作：ニトロプラス
作：吉田親司
画：IsII

### 客演作品
ニトロプラス ブラスターズ -ヒロインズ インフィニット デュエル-
三世村正がプレイアブルキャラクターとして登場。原作では人間形態よりも甲冑形態でいることが多かったため、人間形態でのアクションは開発のエクサムからの提案を元に、原画のなまにくATKの監修のもと製作している。